# Fusão nuclear do lítio
A fusão nuclear do lítio ocorre em anãs marrons, uma vez que este elemento não costuma estar presente em estrelas de pouca massa. Estrelas que atingem uma temperatura elevada (2,5 × 106 K), o suficiente para realizar a fusão nuclear do hidrogênio, rapidamente esgotam seu lítio. Esse processo ocorre através da colisão do lítio-7 e um próton, produzindo dois núcleos de hélio-4. A temperatura necessária para desencadear esta reação é um pouco menor que aquela necessária para a fusão do hidrogênio. A convecção em estrelas de pouca massa assegura que o lítio se esgote integralmente no interior da estrela. Assim, a presença da linha do lítio no espectro de uma candidata a anã marrom constitui um forte indício de que esta se trata de um objeto subestelar.
A partir de um estudo da abundância do lítio em 53 estrelas T Tauri, descobriu-se que a exaustão do lítio varia fortemente de acordo com o tamanho da estrela, sugerindo que a cadeia próton-próton, durante os últimos estágios de instabilidade e alta convectividade da fase tardia da contração de Hayashi, na pré-sequência principal, pode ser uma das principais fontes de energia das estrelas T Tauri. Uma rotação rápida tende aumentar a mixagem e aumentar o transporte do lítio para a as camadas mais profundas, onde ele é destruído. A rotação das estrelas T Tauri costuma aumentar à medida em que elas envelhecem, através da contração e do aumento da velocidade angular, na medida em que conservam o momento angular. Esse processo acelera a taxa de destruição do lítio com o aumento da idade. A fusão nuclear do lítio também aumentará com as altas temperaturas e maiores massas, e durará por no máximo 100 milhões de anos.
Este processo não ocorrerá em estrelas com massa menor que sessenta vezes aquela de Júpiter. Desse modo, a taxa de esgotamento do lítio pode ser usada para calcular a idade de uma estrela.
O uso do lítio para distinguir as candidatas a anãs marrons das estrelas de pouca massa costuma ser chamado de o teste do lítio, um método utilizado primeiramente por Rafael Rebolo e seus colegas. Estrelas mais massivas, como o Sol, podem reter o lítio em suas atmosferas externas, as quais nunca se aquecem o bastante para eliminar o lítio, mas essas podem ser distinguidas das anãs marrons pelo tamanho. Uma anã marrom no limite de sua massa máxima pode ser quente o bastante para promover o esgotamento do lítio quando são jovens. Anãs com massas superiores a 65 {\displaystyle M_{J}} podem exaurir seu lítio quando atingem meio bilhão de anos de idade, o que demonstra que o teste do lítio não é perfeito.